# Cubatão
Cubatão är en stad och kommun i Brasilien och ligger i delstaten São Paulo. Staden ingår i Santos storstadsområde. Kommunen hade år 2014 cirka 126 000 invånare.